# ريتشارد إو. كوفي
ريتشارد إو. كوفي (بالإنجليزية: Richard O. Covey)‏ (و. 1946  م) هو ضابط، ورائد فضاء أمريكي، ولد في فايتفيل.

## التعليم
تعلم في كلية تدريب الطيارين الاختباريين الأمريكية ‏، وأكاديمية سلاح الجو الأمريكي، وجامعة بيردو.

## ريادة الفضاء
شارك في المهمات الفضائية:
- STS-51-I
- STS-38
- STS-26
- STS-61.

## الخدمة العسكرية
خدم في القوات الجوية الأمريكية.

## جوائز
حصل على جوائز منها:
- صليب الطيران المتميز
- نوط الجو
- قاعة مشاهير رواد الفضاء بالولايات المتحدة.